# ベア・グリルス
ベア・グリルス（Bear Grylls、本名：Edward Michael Grylls、1974年6月7日 - ）は、イギリス・ワイト島出身の作家、冒険家。軍で身につけた体力・技術を生かし世界中の未開地を冒険してきた。サバイバル術紹介TV『MAN vs. WILD』への出演で知られる。

## 生い立ち
元政治家で元英国海兵隊のマイケル・グリルスを父として、北アイルランド、ダウン県 Donaghadeeで誕生。姉が1人いる。
ベア・グリルスが4歳の時にグリルス家はワイト島へ引っ越し、そこで少年時代を過ごす。「ベア」（クマ）というニックネームは子供時代、姉によって付けられた。
少年時代、父から登山とセーリング（ヨット）を習い、8歳でボーイスカウトに所属、10代で松濤館流空手の黒帯を取得。学生時代はイートン・カレッジに在籍し、山岳部に所属した。

## 軍歴
1994年から1997年の3年間、イギリス陸軍特殊部隊SAS（国防義勇軍に属する第21SAS連隊）にて勤務。
1996年には、ザンビアでの任務中、高度4,900メートルからのパラシュート降下の際に事故にあい、背骨を骨折する大けがを負う。二度と歩けぬものとも思われたが、子供のころの夢である『エベレスト登頂』を目指し、軍のリハビリ施設で18ヶ月を過ごし、回復する。
2004年には、数々の功績が称えられ、ベアはイギリス海軍予備員（Royal Naval Reserve、RNR）の名誉階級である少佐の階級を授与された。さらに2013年、イギリス海兵隊予備員の名誉階級である中佐の階級を授与された。
IBA（国際ボディーガード協会）のライセンスも保持しておりボディーガードとしても活動可能。

## 功績
1998年の5月16日、8歳の頃からの夢であったエベレスト登頂を果たし、「英国登山家最年少（23歳）のエベレスト登頂」として、ギネスブックに認定される。パラシュート事故から、18ヶ月後の事であった。
その他、世界初水上オートバイによる連合王国一周を成功させ、凍結した北大西洋を屋根なしの複合艇で横断するという冒険も指揮。一方、エベレストでの試みはアフリカの子供たちを支援する慈善事業「グローバル・エンジェルス基金」のために100万ドルを集め、英国ディスカバリーチャンネルとチャンネル・フォーで2時間のドキュメンタリー番組にもなった。
2009年5月には、英国ボーイスカウト総長に任命される。10代目、史上最も若い総長である。

## 不祥事
グリルスが出演した2017年撮影のサバイバル番組内で、国立公園での環境規制に違反する行為があったとして、ブルガリア環境省はグリルスと共演者デレク・ハフ、制作会社に罰金を課すことを検討していると報じられた
。

## 関連事項
- エド・スタッフォード---元英国陸軍士官で冒険家（ディスカバリーチャンネルでサバイバル術を伝授)

## 人物
- ディスカバリーチャンネルでサバイバル術を教授している。ミミズや蜘蛛、蛇まで何でも生で食してみせるが、甲殻類だけは加熱しないものは食さないようにアドバイスしている[6]。

## 出演番組
- サバイバルゲーム MAN vs. WILD（ディスカバリーチャンネル）
- まさかの時のサバイバル（ディスカバリーチャンネル）
- エクストリーム・サバイバル（ディスカバリーチャンネル）
- ベア・グリルスと挑む！極限サバイバル（原題：BREAKING POINT、ディスカバリーチャンネル）
- 究極のサバイバルガイド（原題：Escape from Hell、ディスカバリーチャンネル）
- Bear's Wild Weekend (チャンネル4)
- Get Out Alive (NBC)
- The Island (チャンネル4およびNBC)
- ランニング・ワイルド with ベア・グリルス（NBCおよびナショナルジオグラフィック）
- Mission Survive (ITV)
- Bear Grylls Survival School (CITV)
- Survivor Games (Dragon TV)
- Bear's Mission (ITV)
- You vs. Wild －究極のサバイバル術－ (ネットフリックス)